# Gerhard Lachmann
Gerhard Lachmann (ur. 8 lutego 1920 w Strzelcach Dolnych, zm. po 1945) – zbrodniarz nazistowski, członek załogi niemieckich obozów koncentracyjnych Auschwitz-Birkenau i Flossenbürg oraz SS-Unterscharführer. Odznaczony Krzyżem Zasługi Wojennej II klasy z Mieczami.
Od 1940 do stycznia 1945 był członkiem obozowego gestapo (Wydziału Politycznego) w Auschwitz. Należał do referatu przesłuchań i dochodzeń (Vernehmungsabteilung) kierowanego przez Wilhelma Bogera, z którym się przyjaźnili. Lachmann był jednym z najokrutniejszych członków Wydziału Politycznego, specjalizującym się w torturach i okrutnych przesłuchaniach.
Następnie przeniesiono go do obozu we Flossenbürgu. O jego powojennych losach nic nie wiadomo.